# Idris I al Libiei
Idris I (إدريس الأول în arabă) Sayyid Mohammad Idris Al-Mahdi As-Senussi (n. 12 martie 1889, Al Jaghbub, Districtul Al Butnan, Libia – d. 25 mai 1983, Cairo, Egipt). Rege al Libiei (24 decembrie 1951 - 1 septembrie 1969). Regele Idris I al Libiei a fost detronat de colonelul Muammar Gaddafi.